# Weltmeister E5
Weltmeister E5 — компактный электромобиль-седан, выпускавшийся китайским производителем WM Motor (кит. 威马汽车) под брендом Weltmeister. Является первым легковым автомобилем компании WM Motor.

## Описание

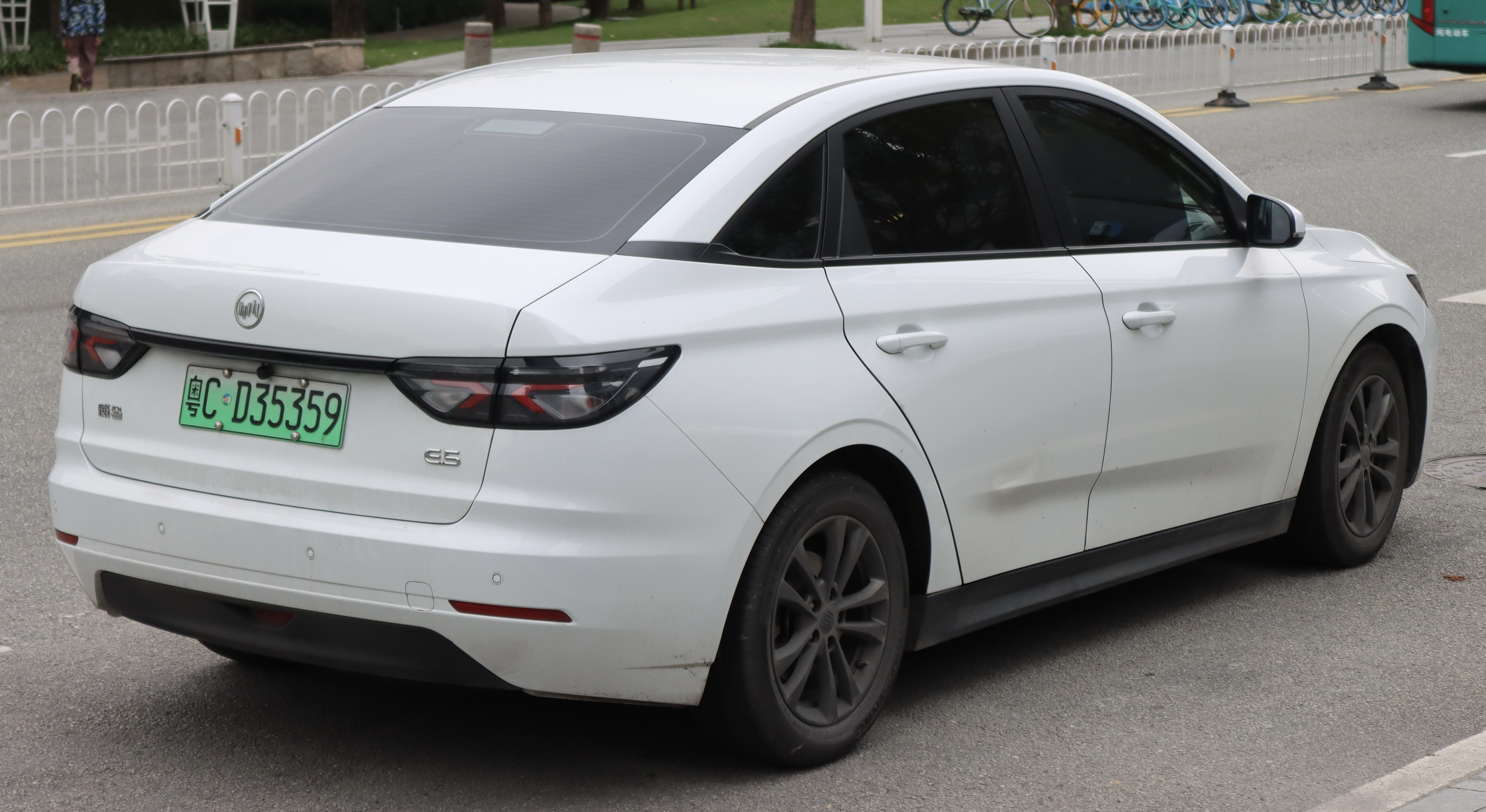
Вид сзади

Weltmeister E5 имеет переднюю подвеску Макферсон и заднюю подвеску с поворотной балкой, при этом длина стандартных колёс составляет 17 дюймов. В основном, автомобиль был ориентирован на такси и каршеринг. Мультимедийная система в салоне отсутствует. На месте подключения экрана имеется USB-разъём для подключения гаджетов — единственная фишка при отсутствии кнопок на руле. Система кондиционирования — однозонный климат-контроль с аппаратными кнопками и ручками. В топовую комплектацию входят экран мультимедийной системы с диагональю 12,3 дюйма, обивка сидений из кожзаменителя и панорамная крыша.

## Технические характеристики
Weltmeister E5 оснащён электродвигателем мощностью 122 кВт (163 л. с.) и крутящим моментом 240 Н⋅м с приводом на переднюю ось. Ёмкость литий-ионного аккумулятора составляет 58,6 кВт·ч, а максимальный пробег на одной зарядке — 505 км по циклу NEDC. Максимальная скорость E5 составляет 170 км/ч, а время разгона до 100 км/ч — 8,9 сек.